# Баракат, Джек
Джек Бассам Баракат (англ. Jack Bassam Barakat) — соло-гитарист и бэк-вокалист американской поп-панк группы All Time Low.

## Ранние годы
Джек Баракат родился 18 июня 1988 года в Ливане, в семье Джойс и Бассама Баракат. У него есть старшие брат и сестра — Джо и Мэй. Когда Джек был ещё младенцем, его семья переехала в Балтимор, штат Мэриленд.
Будучи в старшей школе, Джек Баракат и четверо его друзей — Алекс Гаскарт, Райан Доусон, TJ Ihle и Крис Кортилелло, начали исполнять каверы на песни различных панк-рок групп. Кортилелло и Ihle покинули коллектив, и группа бездействовала, оставшись без басиста. Но вскоре к ним присоединился Зак Меррик, а Гаскарт занял место ритм-гитариста.

## Карьера

### All Time Low
В 2004 году группа подписала контракт с Emerald Moon Records и в том же году выпустила свой дебютный EP — The Three Words to Remember in Dealing with the End. В июле 2005 года они выпустили студийный альбом The Party Scene. В декабре 2005 года группа прекратила сотрудничество с Emerald Moon Records, в марте 2006 подписала контракт с Hopeless Records, а 25 сентября 2007 года группа выпустила второй альбом So Wrong, It’s Right, после чего популярность группы начала стремительно расти.
Третий студийный альбом Nothing Personal группа выпустила 7 июля 2009 года.
6 июня 2011 года вышел четвёртый альбом Dirty Work, выпущенный под лейблом Interscope Records.
В 2012 году All Time Low перестали сотрудничать с Interscope Records и снова подписали контракт с Hopeless Records. 9 октября 2012 года вышел пятый студийный альбом Don’t Panic.
7 апреля 2015 года был выпущен шестой альбом Future Hearts. Альбом дебютировал на первых строчках чартов Великобритании и США.
В 2017 году группа покинула Hopeless Records и подписала контракт с Fueled by Ramen. 2 июня 2017 года вышел седьмой альбом, получивший название Last Young Renegade.
После выхода шестого альбома, группа решила взять перерыв, чтобы вернуться с новой музыкой.
В начале 2020 года группа анонсировала свой новый альбом — Wake Up, Sunshine, который вышел 3 апреля 2020 года. В альбом вошла представленная ранее на фестивале Slam Dunk песня «Getaway Green». В написании этого альбома Джек принял участие не только как гитарист, но и как автор песен. Одна из песен, в написании которых он принял участие, «Monsters», занимала первую строку в альтернативном чарте на протяжении 18 недель.

### WhoHurtYou
18 июня 2019 года Баракат представил проект, который получил название WhoHurtYou. За год до этого Джек пережил серьезный разрыв, и его друг Кевин Фишер, с которым они познакомились во время записи Last Young Renegade, рассказал о том, как написание песен помогали ему в такие моменты.
Дебют этого дуэта состоялся 21 июня, когда вышла их первая песня вместе с клипом — «Wish We Never Met». Многие фанаты ATL положительно отнеслись к новому проекту, увидев обычно веселого и оптимистичного Джека с другой стороны.
Вторая песня «Nobody Wins» была выпущена 16 августа вместе с клипом на нее.
В сентябре коллектив объявил, что выступит вместе с The Maine 27 ноября в Анахайм, Калифорния и 29 ноября в Сан-Диего, Калифорния.
18 октября состоялась премьера песни «Not The One».
1 ноября вышел EP под названием Stages, в который вошли все выпущенные ранее песни.
25 ноября группа выпустила кавер на песню Кэти Перри «The One That Got Away».

## Дискография
All Time Low
- The Party Scene (2005)
- So Wrong, It’s Right (2007)
- Nothing Personal (2009)
- Dirty Work (2011)
- Don’t Panic (2012)
- Future Hearts (2015)
- Last Young Renegade (2017)
- Wake Up, Sunshine (2020)
- Tell Me I’m Alive (2023)

WhoHurtYou
- Stages (2019)
- "The One That Got Away" (2019)